# Saint-Martin-du-Clocher
Saint-Martin-du-Clocher település Franciaországban, Charente megyében. Lakosainak száma 124 fő (2022. január 1.). Saint-Martin-du-Clocher Les Adjots, Bernac, La Chèvrerie, Londigny, Montjean, Villiers-le-Roux és Sauzé-entre-Bois községekkel határos.

## Népesség
A település népessége az elmúlt években az alábbi módon változott:
| Lakosok száma | 188  | 137  | 131  | 134  | 129  | 124  | 123  | 124  | 124  | 124  |
|               | 1968 | 1982 | 1990 | 2006 | 2013 | 2015 | 2017 | 2019 | 2020 | 2022 |